# Upplands runinskrifter 496
Upplands runinskrifter 496 är en vikingatida runsten av granit i Tibble, Husby-Långhundra socken och Knivsta kommun. 
Runstenen är 0,8 meter hög och 0,6 meter bred. Runhöjden är 6 centimeter. Stenen ligger mitt i en åker och är skadad i övre delen och högra hörnet. Inskriptionen, "dessa märken", syftar på denna runsten och U 497. Bägge ristningarna har funnits vid en bro som gick över ån.

## Se även

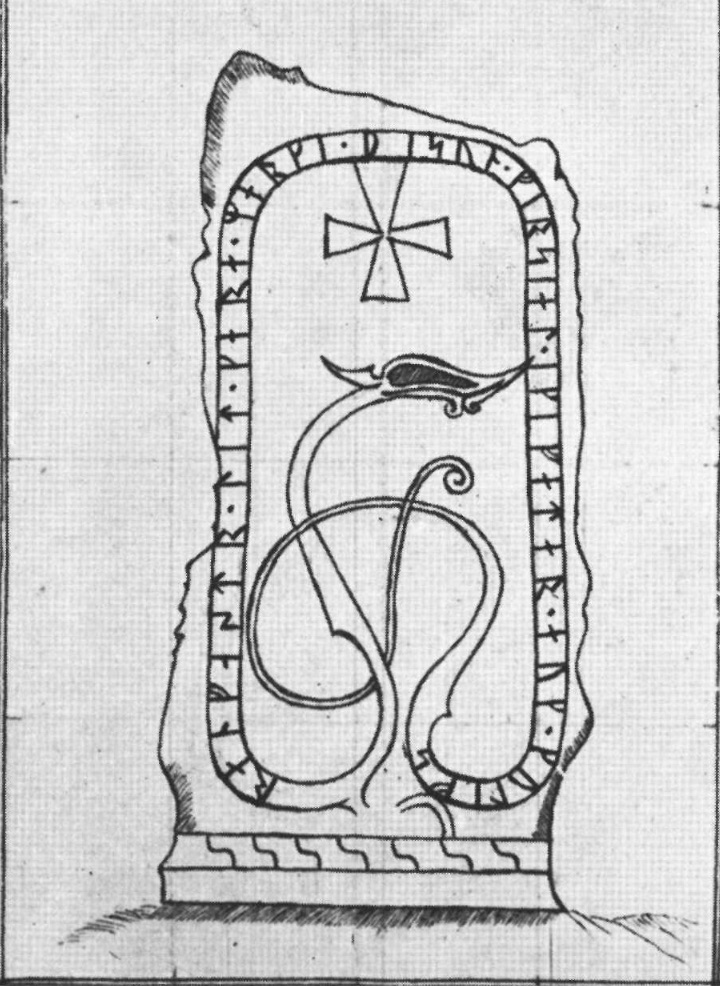
Upplands runinskrifter 496

## Inskriften
Translitterering av runraden:
[ranfastr ' lit ' kera '] merki · þ[i]sun · fir sia[l ikifatar ·] auk · kulifs
Normalisering till runsvenska:
Ragnfastr let gærva mærki þessun fyr sial Ingifastaʀ ok Gullæifs.
Översättning till nusvenska:
Ragnfast lät göra dessa märken för Ingefasts själ och Gullevs.